# Valstagna
Valstagna település Olaszországban, Veneto régióban, Vicenza megyében. Lakosainak száma 1827 fő (2017. január 1.). Valstagna Asiago, Campolongo sul Brenta, Cismon del Grappa, Conco, Enego, Foza és San Nazario községekkel határos.

## Népesség
A település népességének változása:

| 2017 | 1 827 |